# Ota I. Olomoucký
Ota I. Olomoucký (1045 – 9. červen 1087), řečený také Sličný, byl nejmladší syn Břetislava I. a Jitky ze Svinibrodu (Schweinfurtu), kníže znojemského (1055–1056) a olomouckého údělu (1061–1087) z dynastie Přemyslovců. Jak už naznačuje jeho přezdívka, Ota I. zřejmě patřil mezi nejpůvabnější příslušníky českého panovnického rodu. V roce 2018 byly v kostele sv. Štěpána v komplexu kláštera Hradisko v Olomouci nalezeny mnohokrát přesunuté ostatky Oty I. a jeho ženy Eufemie, kteří daný klášter zakládali. Mimo ně se v sakristii našly ostatky jeho vnuka Oty III., jeho ženy Durancie, jejich dcery Marie a syna (není známo, zda se jedná o syna Břetislava či Vladimíra).

## Za vlády Břetislava a Spytihněva
Břetislav I. krátce před svou smrtí ustanovil stařešinský nástupnický řád, kdy se českým knížetem měl stát vždy nejstarší Přemyslovec, a Moravu rozdělil na severní část, Olomoucko, a jižní, Brněnsko. Po Břetislavově smrti (1055) se knížetem stal jeho nejstarší syn Spytihněv II., Olomoucko získal další syn Vratislav a Konrád s Otou jižní část Moravy.
Olomoucký údělník Vratislav se ovšem rychle dostal do sporu s novým knížetem a musel před ním uprchnout do Uher. Konrád s Otou se museli uchýlit do Prahy. Za vlády Spytihněva II. tedy Ota působil na panovnickém dvoře jako pouhý správce knížecí kuchyně. Když ale Spytihněv roku 1061 zemřel a k moci se dostal další z bratrů, olomoucký údělník Vratislav, byl Otovi svěřen olomoucký úděl, zatímco Konrád obdržel Brněnsko. V budoucnu měli olomoucký úděl spravovat synové Oty, Brněnsko nakonec Konrád rozdělil (měl totiž dva syny) a vyčlenil znojemský úděl.

## Ota I. a král Vratislav

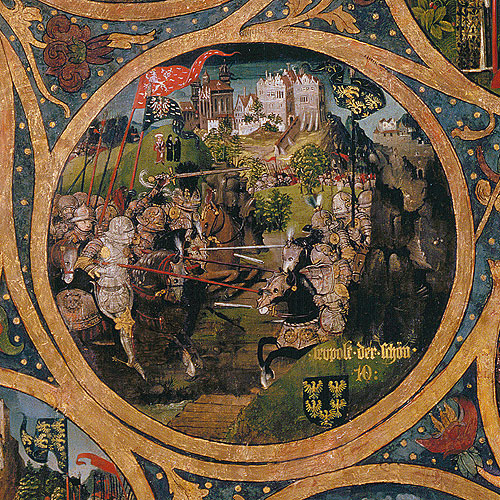
Bitva u Mailbergu

Mladší bratři knížete a krále Vratislava proti němu tvořili jakousi opozici, protože Vratislav se postupně snažil posílit vlastní moc na jejich úkor. Moravští údělníci také stáli za zvolením svého bratra Jaromíra pražským biskupem. 
Jako symbol své suverenity razil vlastní denáry, v roce 1063 přispěl k založení olomouckého biskupství a své panovnické sídlo přenesl na Václavské návrší. Ve stejném roku 1063 se Ota oženil s uherskou princeznou Eufémií, zřejmě dcerou krále Bély I. a Ryksy Polské a sestřenicí druhé manželky Vratislava II. Adléty. Po svatbě začal zasahovat do mocenských konfliktů v rodné zemi své manželky. Dobové kroniky nezmiňují, zda své kroky konzultoval s Vratislavem, nebo se v Uhrách politicky angažoval na vlastní pěst. V roce 1074 pomohl získat uherský trůn Gejzovi I., svému švagrovi, kterého podpořil ve vítězné bitvě u Mogyoródu.  V roce 1078 Ota společně s Eufémií založil klášter Hradisko u Olomouce, kde byli také oba pohřbeni..Dne 12. května 1082 bojoval po boku Vratislava II. v bitvě u Maibergu proti rakouskému vévodovi Leopoldovi. Ota s Kondrádem  I. vedli jedno z křídel českého vojska, bitva skončila vítězstvím Čechů.
Ota zemřel v poměrně mladém věku 9. června 1087, příčina předčasné smrti není známa. Po Otově smrti v roce 1087 se vlády nad Olomouckem ujal Vratislav II., který ho poté svěřil svému synovi Boleslavovi. Vdova Eufemie s dětmi se uchýlila pod ochranu Konráda I. a přebývala na hradě Veveří. Není příliš známo, že Ota I. byl dávno před císařem Karlem IV. nazván „otcem vlasti“ (pater patrie) a „otcem Moravy“ (pater Moravie).

## Genealogie
| Oldřich zm. 9. listopadu 1034 | Oldřich zm. 9. listopadu 1034 |                                 |                                 | Božena? zm. po 1052 | Božena? zm. po 1052 |  |  | Jindřich Nordgavský zm. 18. září 1017 | Jindřich Nordgavský zm. 18. září 1017 |                                 |                                 | Gerberga (z Grabfeldu)? zm. po 1036 | Gerberga (z Grabfeldu)? zm. po 1036 |
|                               |                               |                                 |                                 |                     |                     |  |  |                                       |                                       |                                 |                                 |                                     |                                     |
|                               |                               |                                 |                                 |                     |                     |  |  |                                       |                                       |                                 |                                 |                                     |                                     |
|                               |                               | Břetislav I. zm. 10. ledna 1055 | Břetislav I. zm. 10. ledna 1055 |                     |                     |  |  |                                       |                                       | Jitka ze Svinibrodu zm. po 1052 | Jitka ze Svinibrodu zm. po 1052 |                                     |                                     |
|                               |                               |                                 |                                 |                     |                     |  |  |                                       |                                       |                                 |                                 |                                     |                                     |
|                               |                               |                                 |                                 |                     |                     |  |  |                                       |                                       |                                 |                                 |                                     |                                     |
|                               |                               |                                 |                                 |                     |                     |  |  |                                       |                                       |                                 |                                 |                                     |                                     |

|                                       |                                       | Eufemie Uherská zm. 2. dubna 1111 OO ? | Eufemie Uherská zm. 2. dubna 1111 OO ? | Ota I. Olomoucký zm. 9. června 1086/7 | Ota I. Olomoucký zm. 9. června 1086/7 |  |  |  |  |
|                                       |                                       |                                        |                                        |                                       |                                       |  |  |  |  |
|                                       |                                       |                                        |                                        |                                       |                                       |  |  |  |  |
| Svatopluk Olomoucký zm. 21. září 1109 | Svatopluk Olomoucký zm. 21. září 1109 | Ota II. Olomoucký zm. 18. února 1126   | Ota II. Olomoucký zm. 18. února 1126   |                                       |                                       |  |  |  |  |